# Telégrafo Principal

## El Telégrafo Principal del Gobierno Militar de Cádiz
En 1805, el capitán general de Andalucía y gobernador militar de Cádiz, D. Francisco Solano, autorizó la construcción de esta torre telegráfica para que sirviera de puesto inicial para las cuatro líneas de telegrafía óptica que se instalaron en la Bahía de Cádiz. Es la única que se construyó, según se justifica en documentos que se conservan en el Archivo Militar de Segovia, en su sección sobre los Ingenieros. El resto de los puestos se colocaron en construcciones que se reformaron (baluartes, torres...) o en pequeñas casetas estratégicamente situadas.
Después de la primera experiencia de Betancourt, con su línea Madrid-Aranjuez, y mientras no se demuestre su proyectada ampliación hasta Cádiz, la torre telegráfica del Gobierno Militar de Cádiz (que actualmente es el Centro Cultural Reina Sofía) fue probablemente el primer telégrafo óptico de Andalucía.
Su funcionamiento continuó durante la Guerra de la Independencia, a pesar del asedio francés a Cádiz (1810-1812), hasta 1820, en que avisó de la llegada de las tropas revolucionarias de Quiroga y Riego e impidió por tanto la entrada en la capital gaditana de estas fuerzas liberales, según cuenta en sus memorias D. Ramón de Santillán.